# Iphigenia (Oper)
Iphigenia ist eine Oper in drei Akten des US-amerikanischen Saxophonisten und Komponisten Wayne Shorter auf ein Libretto von Esperanza Spalding. Die Oper, die am 18. November 2021 in Boston uraufgeführt wurde, behandelt einen Stoff der griechischen Mythologie um den griechischen Heerführer Agamemnon und seine Tochter Iphigenie.

## Handlung
Das Libretto beruht in Grundzügen auf der Tragödie Iphigenie in Aulis von Euripides. Als Akteure beteiligt sind Agamemnon, Anführer der Griechen während des Trojanischen Krieges, sein Bruder Menelaos und der Seher Kalchas sowie Iphigenie, die Tochter des Agamemnon, die auf dem Altar der Göttin Artemis geopfert werden soll. In Spaldings Bühnenfassung wird Iphigenie von insgesamt sechs Sängerinnen verkörpert, die jeweils eine andere Erscheinungsform oder historische oder psychische Situation Iphigeniens darstellen. „In der Tat ist sie [Iphigenie] die Verkörperung aller Frauen in einer Welt, in der Männer Kriege anzetteln und Frauen ihrem Ehrgeiz opfern“. Außerdem gibt es noch die Sprechrolle der Dienerin, von der sich im Laufe des Stücks herausstellt, dass diese Figur eine Manifestation der Göttin Artemis ist.

### Erster Akt
Zeltlager der Griechen mit einem Getümmel von übermütigen und angetrunkenen Kriegern. Es gibt einen steinernen Altar, vor dem alle sechs Iphigenien erscheinen und auf dem das Opfer vollzogen werden soll. Nachdem jede Einzelne getötet worden ist, erfährt das Publikum über einen Übertitel, dass der Wind jetzt günstig weht.

### Zweiter Akt
Das Trio und auch alle beteiligten Iphigenien sind wieder auf der Szene. Die Frauen erzählen ihre eigenen Geschichten und überlegen, wie sie sich in dieser Situation verhalten bzw. ob sie sich den Plänen Agamemnons fügen sollen. Jede versucht auf ihre Weise, sich vom Mythos frei zu machen. Auch die schlafende Iphigenia of the Open Tense erwacht. Währenddessen ermahnt Usher die Frauen mehrmals, „sich zu erinnern, wer sie sind“.

### Dritter Akt
Agamemnon sind Zweifel gekommen, ob er das Opfer vollziehen soll. Unter der musikalischen Begleitung eines Jazztrios wandern die Beteiligten eher ziellos über die Bühne; wie das Stück enden soll, bleibt offen. Die Oper schließt mit einem Nachspiel des Orchesters.

## Besetzung
Die Oper wird von einem Kammerorchester und einer Rhythmusgruppe aus Piano, Bass und Schlagzeug sowie neun Solostimmen und einem Chor aus zehn Stimmen ausgeführt. Die Rolle der Dienerin ist eine Sprechstimme. Die Partitur erlaubt Improvisationen der Sänger und des Trios.

## Produktion und Aufführungen
Die Oper wurde am 12. November 2021 am Cutler Majestic Theatre in Boston uraufgeführt (preview), Regie Lileana Blain-Cruz. Iphigenia ist die einzige Oper, die Wayne Shorter komponiert hat. Das Kammerorchester wurde von Clark Rundell geleitet, der an der Orchestrierung beteiligt war. Das Libretto hat Esperanza Spalding, die selbst eine der Iphigenia-Rollen gesungen hat, über einen Zeitraum von acht Jahren erarbeitet, die Autorinnen Joy Harjo, Safiya Sinclair und Ganavya Doraiswamy steuerten einzelne Beiträge hinzu.
Das Bühnenbild schuf Frank Gehry, die Kostüme Montana Levi-Blanco (* 1984).
Durch die Improvisationen der Sänger und des Trios weichen die einzelnen Aufführungen in der musikalischen Präsentation mehr oder weniger stark voneinander ab.
Nach dem Aufführungen am 18. und 19. November 2021 am Cutler Majestic Theatre folgten Aufführungen am ArtsEmerson in Boston sowie 2022 am John F. Kennedy Center for the Performing Arts (Washington, D.C.), von den Cal Performances der University of California, Berkeley und in Santa Monica am Broad Stage.